# La fossa degli angeli
La fossa degli angeli est un film italien réalisé par Carlo Ludovico Bragaglia et sorti en 1937.

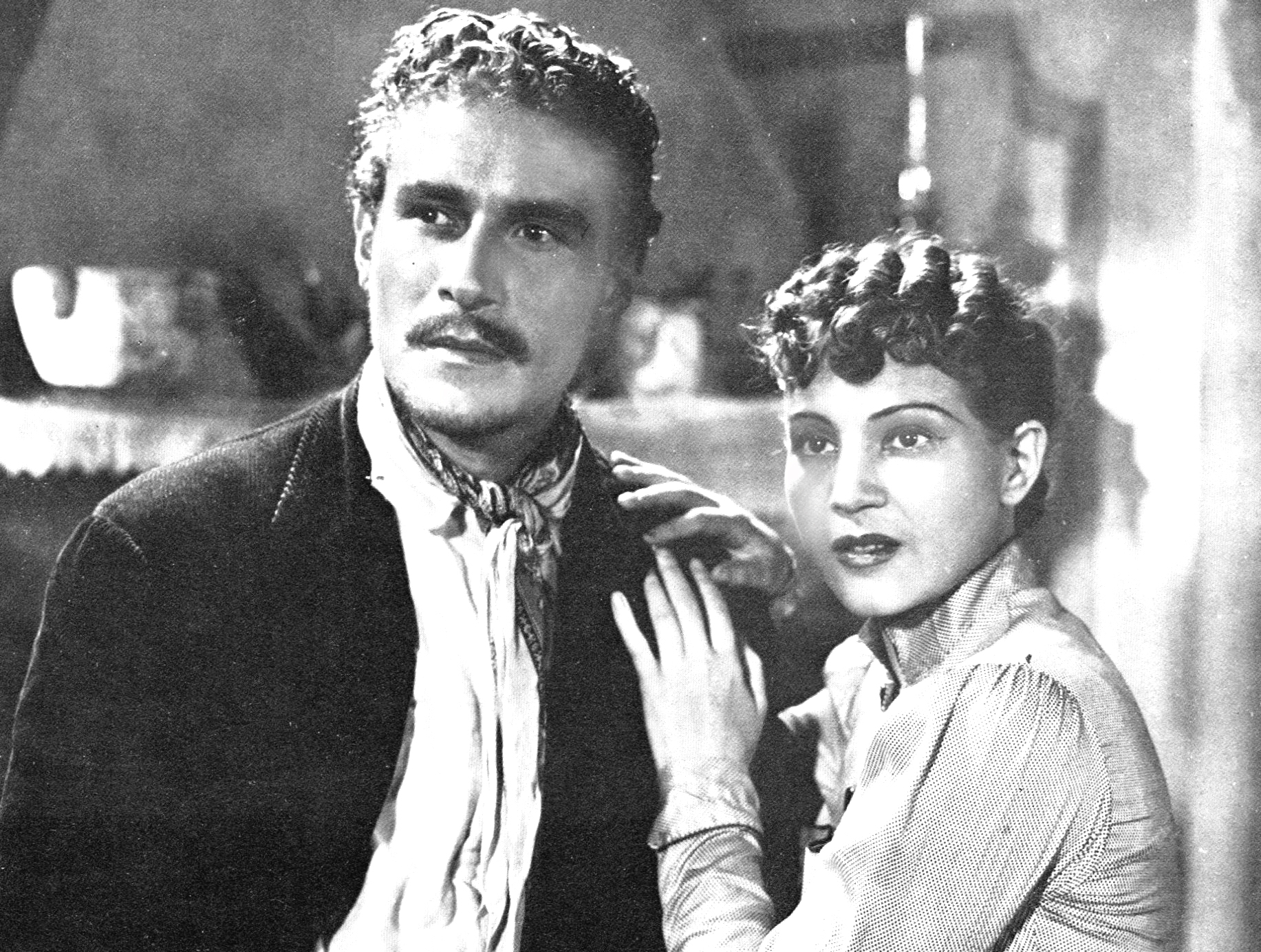
Amedeo Nazzari et Luisa Ferida dans une scène du film.

Roberto Rossellini en a co-écrit le scénario et a été assistant réalisateur de ce film. Il a été tourné dans les Alpes apuanes en Ligurie, et a utilisé en tant que décors les carrières de marbre de la région. Il marque une tentative précoce de tentative de style réaliste dans le cinéma italien, anticipant le néoréalisme de l'après-guerre. Il est réalisé dans un style analogue à celui du film de 1933 Acier de Walter Ruttmann, dans sa vision d'une Italie industrielle, en phase avec la propagande du régime de Mussolini.

## Fiche technique

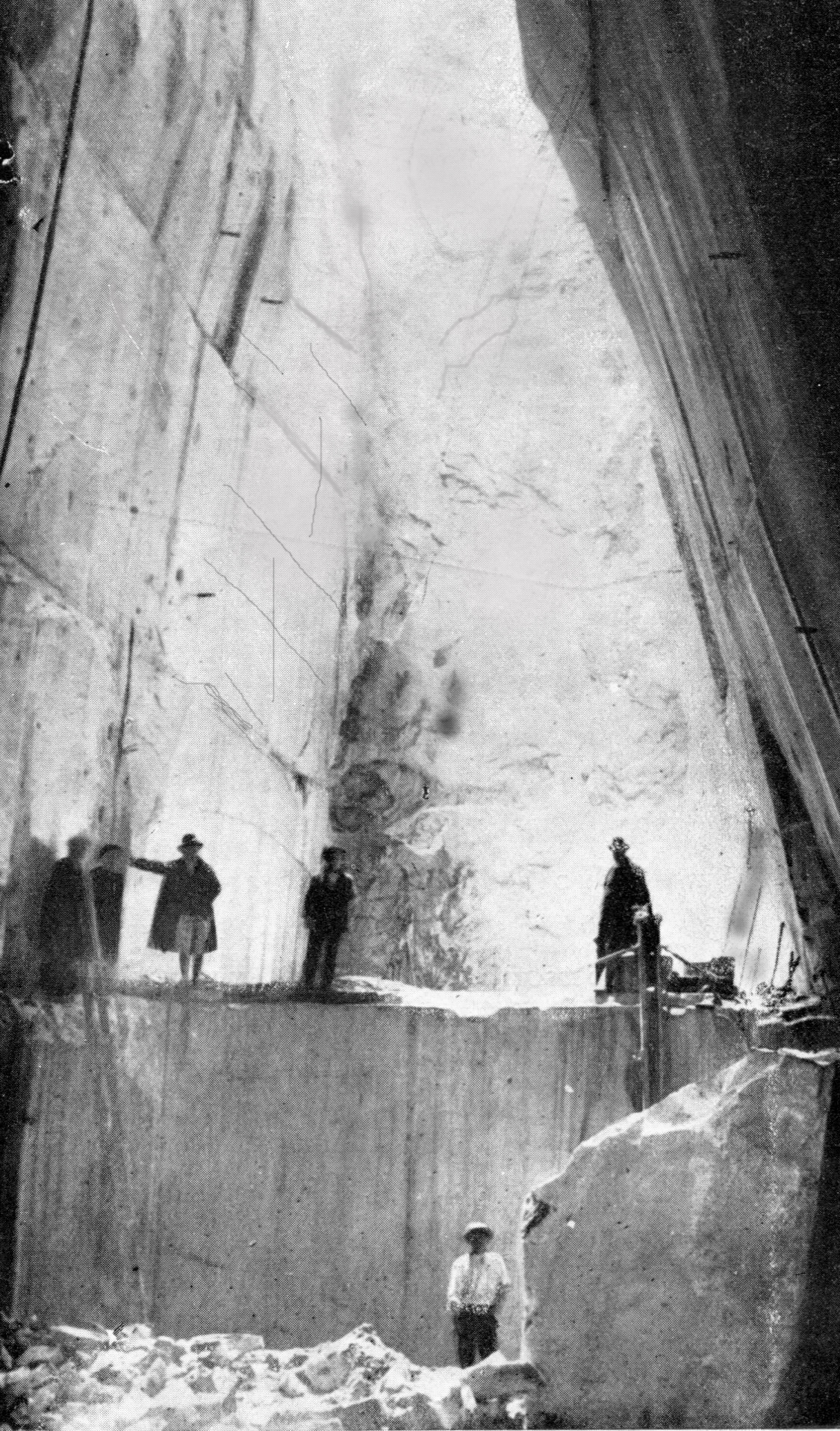
Un des décors du film.

- Réalisation : Carlo Ludovico Bragaglia
- Scénario : Roberto Rossellini, Curt Alexander, Carlo Ludovico Bragaglia, Cesare Ludovici
- Producteur : Francesco Salvi
- Photographie : Mario Albertelli
- Montage : Ferdinando Maria Poggioli
- Musique : Enzo Masetti
- Production : Diorama Film
- Distributeur : Lux Film
- Durée : 84 minutes
- Date de sortie : 1937

## Distribution
- Amedeo Nazzari : Pietro
- Luisa Ferida : Luisa
- Antonio Gradoli : Domenico
- Annette Ciarli : La madre di Luisa
- Vinicio Sofia : Angiolino
- Leo Chiostri